# Brombachtal
Brombachtal – miejscowość i gmina w Niemczech, w kraju związkowym Hesja, w rejencji Darmstadt, w powiecie Odenwald, 30 czerwca 2015 liczyła 3487 mieszkańców.